# Springfield (Kentucky)
Springfield – miasto w Stanach Zjednoczonych, w stanie Kentucky, siedziba administracyjna hrabstwa Washington,. Według spisu powszechnego z roku 2000 ma 2 634 mieszkańców.

## Geografia
Współrzędne geograficzne Springfield to 37°41'11" N, 85°13'19" W (37.686328, -85.221955).
Według United States Census Bureau, miasto ma powierzchnię 6,6 km², z czego 6,5 km² to ląd, a 0,1 km² to woda. Woda stanowi 1,18% powierzchni.

## Demografia
Według danych z roku 2000 miasto ma 2634 mieszkańców. Gęstość zaludnienia to 405,2/km².
Struktura rasowa ludności:
| Rasa                                             | Procent | Procent |
| ------------------------------------------------ | ------- | ------- |
| Biała                                            | 74,68%  |         |
| Czarna/Afroamerykanie                            | 22,4%   |         |
| Indianie/rdzenni Amerykanie                      | 0%      |         |
| Oceaniczna                                       | 0%      |         |
| Inna                                             | 0%      |         |
| Dwie lub więcej                                  | 1,59%   |         |
| Latynosi/pochodzenia hiszpańskiego dowolnej rasy | 1,25%   |         |

Struktura wiekowa ludności:
| Poniżej 18 lat    | 21,8% |
| 18-24 lat         | 7,7%  |
| 25-44 lat         | 24,9% |
| 45-64 lat         | 22,7% |
| 65 lat lub więcej | 22,9% |
| Średni wiek       | 42    |

Lokale mieszkalne:
| Liczba lokali mieszkalnych                    | 1 239 |
| Zagęszczenie lokali mieszkalnych (lokale/km²) | 190,6 |

Gospodarstwa domowe:
| Liczba gospodarstw domowych                  | 1 166    |
| Liczba rodzin                                | 711      |
| Gospodarstwa domowe z dziećmi poniżej 18 lat | 25,6%    |
| Małżeństwa                                   | 42,3%    |
| Kobiety samotnie prowadzące dom              | 16,6%    |
| Gospodarstwa domowe niebędące rodzinami      | 39,0%    |
| Osoby samotne                                | 37,2%    |
| Osoby samotne w wieku 65 lat i starsze       | 19,6%    |
| Średni rozmiar gospodarstwa domowego         | 2,20 os. |
| Średni rozmiar rodziny                       | 2,88 os. |

Średni dochód:
| Gospodarstwo domowe                                    | 24 430 USD |
| Rodzina                                                | 35 143 USD |
| Mężczyźni                                              | 29 917 USD |
| Kobiety                                                | 21 865 USD |
| Dochód na głowę                                        | 16 793 USD |
| Osoby poniżej progu ubóstwa                            | 16,0%      |
| Rodziny poniżej progu ubóstwa                          | 12,3%      |
| Osoby poniżej progu ubóstwa w wieku 18 lat lub młodsze | 16,6%      |
| Osoby poniżej progu ubóstwa w wieku 65 lat lub starsze | 22,3%      |